# Viehhausen (Gemeinde Wals-Siezenheim)
Viehhausen ist eine Ortschaft in der Gemeinde Wals-Siezenheim im Bezirk Salzburg-Umgebung mit 2417 Einwohnern (Stand: 1. Jänner 2024).

## Geschichte
Als Ursprung des Dorfes wird ein Meierhof des Stiftes St. Peter vermutet. Ab dem Spätmittelalter war Viehhausen der Verwaltungssitz eines Amtes, also eines Wirtschaftssprengels des altehrwürdigen Benediktinerklosters.
Nach dem Abklingen der 1625 in Salzburg grassierenden Pest errichteten die Bürger und Handelsherren Gabriel Schaller und Georg Gschwendtner in Viehhausen einen einfachen Bildstock (der der erste Vorgängerbau der heutigen Dorfkapelle von 1713) als Dank für die Rettung vor der Seuche.
Am 27. Dezember 1862 brannte der sogenannte Laschentzky-Ziegelstadel bei heftigem Wind ab.
Am 24. Oktober 1863 wurde eine Ziegelbrennerei des Salzburger Baumeisters Valentin Ceconi im Handelsregister eingetragen.
Am 3. April 1874, ein Karfreitag, zerstörte ein Brand zwölf Häuser im Dorf.

## Ortsbild
Viehhausen ist durch eine bis heute gut erhaltene landwirtschaftliche Struktur geprägt. Daneben erfolgte besonders seit Ende des Zweiten Weltkriegs eine rege Wohnbautätigkeit und dadurch große Bevölkerungszunahme. In Viehhausen besteht eine eigene Volksschule, weiters sind im Ort unter anderem eine Lebenshilfe-Werkstätte, ein Hotel und eine Rotes-Kreuz-Dienststelle.

### Ortskapelle Hl. Dreifaltigkeit
Die Kapelle geht auf einen Bildstock zurück, den der Kaufmann Georg Gschwendtner 1625 aus Dank für die Errettung vor der Pest hat errichten lassen. Die jetzige Kapelle wurde nach der Zerstörung des Bildstockes durch einen Sturm von den Nachfahren des erwähnten Stifters 1699 errichtet. Der jetzige Bau stammt von der 1714 durchgeführten Renovierung bzw. von der Wiederinstandsetzung der Kapelle nach einem Brand im Jahre 1874.